# Mrowino
Mrowino – wieś w Polsce położona w województwie wielkopolskim, w powiecie poznańskim, w gminie Rokietnica.

## Historia
Miejscowość pierwotnie była związana z Wielkopolską. Istnieje co najmniej od pierwszej połowy XV wieku i ma średniowieczną metrykę. Pierwszy zachowany zapis pochodzi z łacińskiego dokumentu z 1404 gdzie odnotowano ją pod nazwą „Mrouino”, 1407 „Mrowino”, 1408 „Mrowini”, 1423 (według kopii 1488-1492 „Mrowyno”, 1498 „Mrowyno”, 1510 „Mrovino”).
Początkowo wieś była wsią szlachecką należącą do lokalnej, wielkopolskiej szlachty z rodu Mrowińskich, którzy od nazwy wsi przyjęli odmiejscowe nazwisko, a później także do Rosnowskich. W 1440 leżała w powiecie poznańskim województwa poznańskiego w Koronie Królestwa Polskiego. W 1510 należała do parafii Cerekwica.
Pierwsze zapisy o wsi pochodzą ze średniowiecznych archiwów sądowych odnotowujących sprawy własnościowe. W latach 1404–1429 odnotowały one Szczepana Skórę Mrowińskiego, dziedzica Mrowina oraz Popowa koło Szamotuł, który zmarł w 1433. W 1404 dowodził on przed sądem, że Piotr Wilk z Lubosiny oraz Bieniak z Tuczęp ręczyli jego siostrze, iż otrzyma ona 100 grzywien posagu na Dłusku. W 1405 Szczepan pozwany został przez Olbrachta, komandora klasztoru joannitów od św. Jana koło Poznania o kmiecia. W 1405 wspomniany został w sporze z Wawrzyńcem kmieciem z Krzyżewnik wsi klasztornej joannitów poznańskich. W 1411 Szczepan oraz Jan Mosiński toczyli spór majątkowy z Janem, Pietraszem, Wojciechem i Mikołajem z Bnina o uwolnienie od roszczeń innych osób dziedziny Wyskoć. W 1418 toczył kolejny spór z Mikołajem Wargowskim o 10 grzywien. W 1426 Szczepan Skóra Mrowiński przedstawił w sądzie dokument nabycia Zakrzewa koło Buku, a nikt nie zgłosił roszczeń z tytułu prawa bliższości. W 1429 Szczepan Skóra Mrowiński z Mrowina oraz Popowa toczył spór sądowy z kasztelanem kamieńskim Dobrogostem z Prusimia.
W latach 1431–1446 dziedzicem Mrowina, Lubikowa, Popowa, Przebrodów (obecnie Przybroda) był syn Szczepana Skóry Mrowińskiego Dobiesław Mrowiński, który zmarł w 1457. W 1431 poręczył on miastu Poznań, że kmieć z Chludowa nie będzie szkodził miastu. W 1432 toczył spór sądowy z kasztelanem kamieńskim Dobrogostem Koleńskim. W 1433 Jan z Kamionny zeznał w sprawie z Dobrogostem Koleńskim, że zmarły Szczepan Mrowiński był jego poręczycielem i uwolnił Dobiesława syna Szczepana z poręki. W 1440 woźny sądu ziemskiego zapowiedział dziedziny Mrowino i Przebrody jako własność Dobiesława. W 1443 odnotowana została jego matka, siostra stryjeczna Andrzeja Dokowskiego. W 1443 Dobiesław otrzymał Lubikowo od Agnieszki dziczki lubikowskiej, a w zamian dał jej 1/7 części Popowa w powiecie poznańskim. W 1446 dał bratu rodzonemu Szczepanowi wieś Lubikowo, a w zamian otrzymał Mrowino, Przebrody i Popowo w powiecie poznańskim.
W latach 1457–1536 odnotowany został syn zmarłego Dobiesława, wicepodkomorzy w Kościanie w latach 1499–1502 oraz w Poznaniu w latach 1501–1510, Andrzej Mrowiński, dziedzic Mrowina, Przebrodów i Popowa. W 1470 Andrzej dał w podziale majątku swojemu bratu Pawłowi dziedzicowi mrowińskiemu połowy wsi Mrowino oraz Przebrody. W 1478 zapisał swojej żonie Katarzynie po 300 grzywien posagu oraz wiana na Mrowinie oraz na opustoszałych wówczas Przebrodach. W 1485 jego żona Katarzyna sprzedała Andrzejowi Choryńskiemu swoje części po matce w mieście oraz we wsi Brodnica w powiecie kościańskim. W 1493 Andrzej Mrowiński sprzedał z zastrzeżeniem prawa wykupu Michałowi Wielżyńskiemu 4 łany opuszczone w Popowie za 30 złotych węgierskich. W 1495Andrzej toczył spór sądowy z kmieciem z Pamiątkowa o spalenie części lasu w Mrowinie wartości 10 grzywien bez 6 groszy oraz o dokonanie tyluż szkód. W 1495 Andrzej Mrowiński zapisał mansjonarzom kościoła w Szamotułach jedną grzywnę czynszu rocznego na Popowie i Mrowinie. W 1505 wystąpił jako wuj Katarzyny Kobylińskiej wdowy po Janie Radomickim, wówczas żony Szymona Wilkowskiego. W 1513 woźny sądu ziemskiego zapowiedział Mrowino i Przebrody jako własność Andrzeja Mrowińskiego, a jego syn Jakub Mrowiński opłacił „przysądne”. W 1521 Andrzej Mrowiński pozywał Mikołaja Sędzińskiego o 3 młode jastrzębie, wykorzystywane w średniowieczu do polowania. Ich wartość wyceniono na 30 grzywien. Zostały zabrane przez Sędzińskiego z zagajnika wsi Mrowino. W 1525 Andrzej Mrowiński sprzedał Dorocie Buszewskiej, żonie swojego brata Wojciecha, Popowo w powiecie poznańskim za 110 grzywien. W 1530 Andrzej Mrowiński wraz z żoną Katarzyną Brodnicką sprzedał z zastrzeżeniem prawa wykupu Janowi Więckowskiemu wójtowi w Stobnicy połowę Mrowina za 140 grzywien. W 1531 wraz z żoną Katarzyną dał synowi Piotrowi Mrowińskiemu 1/3 Mrowina w dziale z innymi synami. W 1533 Andrzej Mrowiński oraz jego brat Wojciech wystąpili jako wujowie małoletniej Anny córki zmarłego Piotra Buszewskiego. W 1536 Andrzej oraz jego brat Wojciech toczyli proces z plebanem z Cerekwicy.
W początku XV wieku doszło do lokalnych sporów o granice majętności w wyniku czego wyznaczono je opisując przy okazji także okolice miejscowości. W 1515 sędziowie polubowni potwierdzili granicę pomiędzy wsią Mrowino należącą do Andrzeja Mrowińskiego a wsią Starzyny. Granica ta biegła od kopca węgielnego wsi Rokitnica (obecnie to Rokietnica), Mrowino oraz Starzyny do kopca węgielnego wsi Napachanie, Mrowiny i Starzyny. W 1520 Mrowino graniczyło z Cerekwicą. W 1520 lub 1521 w Mrowinie odnotowano zagajnik (łac „indago”) zwany „Przebroda”. W 1531 wieś graniczyła ze wsią Kokoszczyn. W 1560 Marcin Rosnowski dziedzic Mrowina pozwał Marcina Przecławskiego dzica Rokitnicy o wycięcie 3 wozów drewna olchowego wartości 10 grzywien w swoim lesie, czyli zagajniku zwanym „Kluczewska” w Mrowinie, o wypasienie dąbrowy (merica) w lesie zwanym „Góry” w Mrowinie, o zniszczenie kopca narożnego stojącego pomiędzy Mrowinem a wsią Rokitnica oraz o wycięcie drzew pospolitych i trzech wielkich dębów. W 1567 odnotowano starodawny kopiec węgielny dziedzin Napachanie, Kokoszczyn i Mrowino. Usypano także trzy nowe kopce węgielne, czyli narożne wyznaczające granice wspomnianych wsi.
Oprócz polskiej szlachty źródła historyczne odnotowały również mieszkańców wsi pochodzących ze stanów niższych. W 1431 spisany po łacinie dokument odnotował kmieci mrowińskich: Ubysza (oryg. „Hubisch”), Marcina Janikowicza, Andrzeja Kobylnickegoi i Wszemysła Łątkę (oryg. „Lanthka”), którzy ręczyli Dobiesławowi Mrowińskiemu za Wacha kmiecia z Chludowa. W 1513 wspomniany został pracownik Tomasz kmieć z Mrowina.
W XV-XVI wieku miejscowość notowano także w księgach podatkowych. W 1498 Mrowino miało zapłacić 14 grzywien kary z powodu nie zapłacenia podatku. W 1499 wieś znalazła się w wykazie zaległości podatkowych. W 1508 miał miejsce pobór podatków od 5 łanów oraz 6 groszy od karczmy. W 1510 we wsi było 6 łanów osiadłych i 8 łanów opuszczonych, folwark oraz zniszczony wiatrak. W 1510 miał miejsce pobór od 4 łanów. W 1563 pobrano podatki z części Marcina Rosnowskiego od 6 łanów, karczmy dorocznej, a z części pana Prokopa Mrowińskiego pobrano od 6 łanów, karczmy dorocznej oraz od dwóch zagrodników. W 1577 miał miejsce pobór z części Prokopa Mrowińskiego. W 1580 pobrano podatki z części należącej do Jana Rosnowskiego: od 4 łanów, 6 zagrodników, a z części Prokopa Mrowińskiego od dwóch łanów, jednego najemnego robotnika zwanego ratajem, 5 zagrodników, pasterza od 30 owiec, jednej kwarty roli oraz od wyszynku gorzałki.
Wieś szlachecka położona była w 1580 roku w powiecie poznańskim województwa poznańskiego w Rzeczypospolitej Obojga Narodów. Wskutek II rozbioru Polski w 1793, miejscowość przeszła pod władanie Prus i jak cała Wielkopolska znalazła się w zaborze pruskim.
We wsi znajdowały się ruiny wiatraka-koźlaka z 1850 r., ponad stuletnia szkoła (wzniesiona w 1905 r., w latach 80. XX wieku rozbudowana czynem społecznym mieszkańców), (szkoła zmienia swoją siedzibę w 2020 roku i przenosi się do Cerekwicy), dwór z przełomu XVIII i XIX w. (rozbudowany ok. 1910 r.) oraz pozostałości dawnego więzienia (wzniesionego pierwotnie jako jedna z pierwszych w Polsce kolonii rolniczych).
Na podstawie dekretu PKWN z 31 sierpnia 1944 zostały utworzone miejsca odosobnienia, więzienia i ośrodki pracy przymusowej dla „hitlerowskich zbrodniarzy oraz zdrajców narodu polskiego”. Obóz pracy oraz więzienie karno-śledcze II klasy Ministerstwo Bezpieczeństwa Publicznego utworzyło w Mrowinie. Obóz wraz z więzieniem działał do 1950.
W latach 1954–1959 wieś należała i była siedzibą władz gromady Mrowino, po jej zniesieniu w gromadzie Rokietnica. W latach 1975–1998 miejscowość administracyjnie należała do województwa poznańskiego.
W 2018 została wydana książka o historii wsi pt. Mrowino. Przyczynek do historii autorstwa Macieja A. Szewczyka (ISBN 978-83-952561-0-3)
W miejscowości znajduje się jedna z najstarszych jednostek ochotniczych straży pożarnych w Polsce. Pierwsze zachowane wzmianki pochodzą z 1900 roku. W 1980 został ufundowany sztandar. W 2020 z okazji 120 rocznicy powstania OSP Mrowino został powołany komitet fundatorów sztandaru, który ufundował nowy sztandar przekazany w 2021 dla straży (obecny sztandar jest nieregulaminowy). Jednostka obecnie posiada 3 wozy bojowe.
Na granicy wsi Mrowina i Cerekwicy znajduje się nieczynny przystanek kolejwowy.

## Urodzeni w miejscowości
- Majątek Mrowino dzierżawił kapitan Wojska Polskiego Józef Szyfter (1893-1940) syn Walentego i Anny z Weychanów, ofiara zbrodni katyńskiej zamordowana w Katyniu[8].

- Urodził się tu Maksymilian Potrawiak ps. „Sztukator” – polski rzeźbiarz i medalier, uczestnik powstania warszawskiego, oficer broni Obwodu Żoliborz AK.